# Edelsfeld
Edelsfeld este o comună din districtul Amberg-Sulzbach, landul Bavaria, Germania.

## Istoric

### Până la apariția bisericii
Edelsfeld a aparținut fostului ducat al orașului Neuburg-Sulzbach și piatră din parcul de la parc; din 1777, zona face parte din alegerile din Bavaria. De secole, Hofmarken Steinling, Boden și Edelsfeld au fost în posesia lui Freiherr von Steinling la pământ și Stainling; cu reichsdeputationshauptschluss 1803, posesia lor a fost confiscată ca fiind fiefii bisericii. Stema ei arata un cocos neagra pe trei dealuri verde in campul de aur. În plus față de rezident în multe locuri, în linia Oberpfalz nu a fost de la Nuremberg că a oferit, de asemenea, primarul (Lutz Linger piatra). Familia este în 1984 cu operatorul de primăvară Friedrich VI. dispărut. De la pierderea lui Steinling, baronii lui Steinling erau generali bavarezi și heieni și miniștri de război.
Domnul Stromer von Reichenbach, proprietar al Hofmark Holnstein, deținea bunuri de un singur strat (Hofmark deschis). Ca parte a reformelor administrative din Bavaria, municipalitatea de astăzi a fost fondată cu edictul comunității din 1818.

### Încorporări
La 1 ianuarie 1972, comunitatea Steinling a fost încorporată. La 1 iulie 1972 a urmat comunitatea Weißenberg și părți ale comunităților Kürmreuth, Namsreuth și Sigras.

## Populație
- 1970: 1467
- 1987: 1497
- 1991: 1661
- 1995: 1769
- 2000: 1954
- 2005: 2021
- 2010: 1891
- 2015: 1888